# Столбов, Владимир Иванович
Владимир Иванович Столбов (26 февраля 1932 — 6 марта 2022) — советский учёный, доктор технических наук, профессор, академик РАЕН.
Автор более 500 научных трудов, 70 изобретений; известный учёный в области теплофизики, сварочных процессов и технологий.

## Биография
Родился 26 февраля 1932 года в г. Вятка.
Отец — Столбов Иван Михайлович 1895 года рождения и мать — Столбова Валентина Степановна 1901 года рождения — работали разнорабочими на торфопредприятии. В 1936 году семья переехала в Нижний Тагил Свердловской области.
В 1939 году Столбов поступил в школу, по окончании которой в 1949 году поступил в Уральский политехнический институт на вечернее отделение. В 1950 году перевелся на дневное отделение того же института в г. Свердловске.
В 1954 году, по окончании института, был направлен на завод п/я 211 Министерства авиационной промышленности в г. Куйбышеве, где работал мастером, старшим мастером, старшим инженером, начальником участка и заместителем начальника цеха.
В 1959 году поступил в очную аспирантуру НИИ авиационной технологии (НИАТ).
В 1960—1967 годах — начальник лаборатории сварки и пайки Куйбышевского филиала НИАТ.
В 1967—1979 годах — проректор по научной работе, в 1979—2001 — ректор Тольяттинского политехнического института.

## Звания и награды
- В 1964 году защитил кандидатскую диссертацию.
- В 1983 году защитил докторскую диссертацию.
- В 1984 году присвоено звание профессора.
- Заслуженный деятель науки и техники РФ (1992).
- Лауреат Государственной премии РФ в области науки и техники (1999).
- Награждён шестью медалями ВДНХ СССР, премией Правительства РФ и международной медалью «Великие люди XX столетия».